# Dynopsylla cornuta
Dynopsylla cornuta är en insektsart som beskrevs av Crawford 1913. Dynopsylla cornuta ingår i släktet Dynopsylla och familjen Homotomidae.
Artens utbredningsområde är Filippinerna. Inga underarter finns listade i Catalogue of Life.